# 绿穹珍宝馆

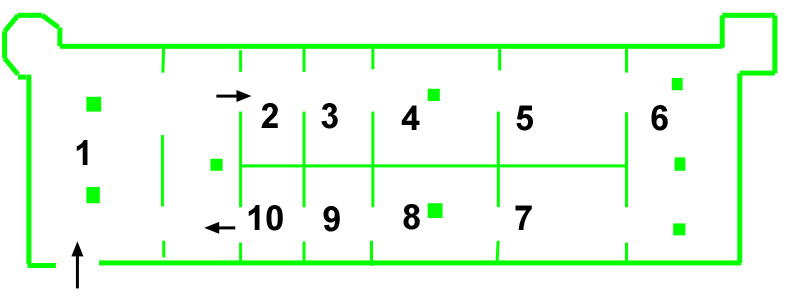
绿穹珍宝馆的展厅

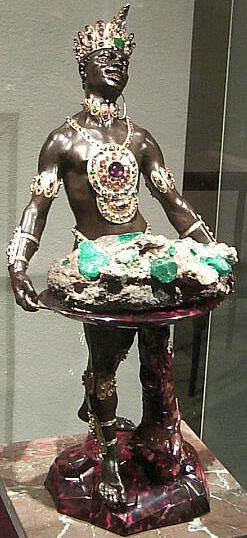
端盘子的摩尔人

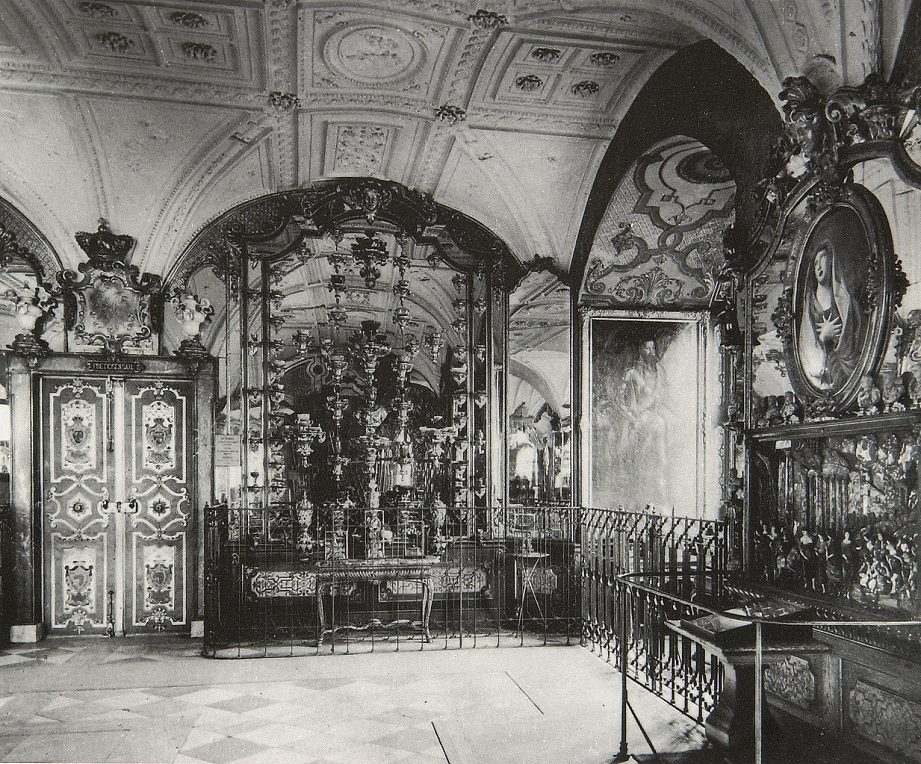

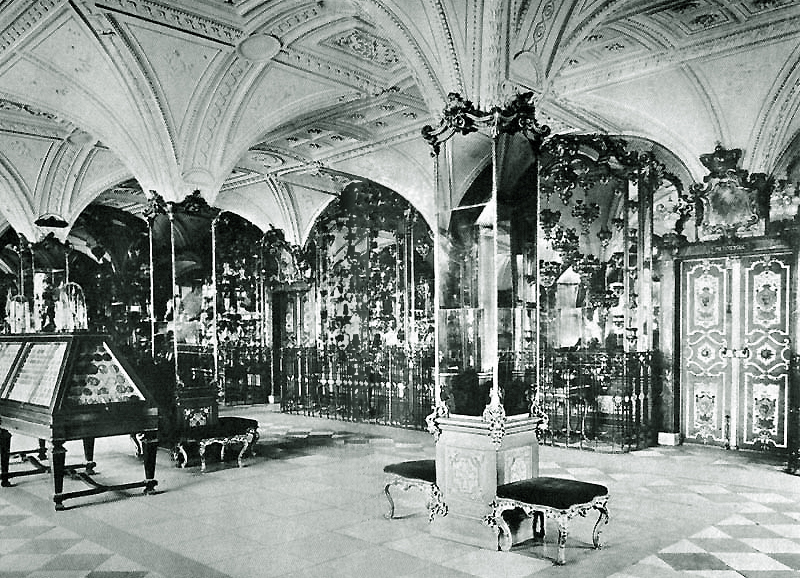

绿穹珍宝馆（德語：Grünes Gewölbe）是德国德累斯顿的一座博物馆，是欧洲最大的珍宝馆。它是德累斯顿王宫的一部分，由奥古斯特二世兴建于1723年。其特色在于巴洛克到古典主义时期的丰富展品。2006年9月1日，绿穹珍宝馆在经过重建后重新开放，包含9个展厅，各自有自己的展览主题。
镶着宝石的王冠是由波兰的萨克森国王和一些波兰君主，如14世纪的波兰女王雅德维加，奥古斯特二世所使用，也在绿穹珍宝馆展出。
在第二次世界大战期间，9个展厅中的3个都毁于盟军轰炸，但是这些珍宝则安全地藏身于他处。1945年苏联军队抢走了这些珍宝，在1958年归还给德意志民主共和国。
绿穹珍宝馆属于州立艺术博物馆的一部分。2009年，美国总统奥巴马在此受到德国总理默克尔的接待。
2019年11月25日，博物館遭竊，百件收藏失竊，估計損失高達10億歐元。